# Oude Kerk (Borne)
De Oude Kerk van Borne, in de Nederlandse provincie Overijssel, is een in laatgotische stijl opgetrokken kerkgebouw. Het oudste deel dateert waarschijnlijk uit 1350. De kerk was toen eenbeukig. Het koor van de kerk stamt uit de eerste helft van de 15e eeuw. De bouw van het huidige tweebeukige schip kwam in 1482 gereed. Een aantal muurschilderingen die werden gevonden tijdens de restauratie van de kerk tussen 1919 en 1921 dateren uit dezelfde periode. De oudste klok in de toren dateert uit 1457.
De preekstoel van Bentheimer zandsteen is waarschijnlijk omstreeks 1600 vervaardigd. Het huidige kerkorgel is uit 1841 en is van de hand van Johann Heinrich Holtgrave uit Deventer.
De kerk werd destijds gewijd aan de heilige Stephanus, maar ten tijde van de Reformatie onder invloed van Christoffel Schele van Weleveld (1528-1606) werd een lutherse dominee aangesteld, Johan Niehof. In 1598 werden op last van de drost van Twente, Johan van Voorst, de beelden en altaren uit de kerk verwijderd, net als in de rest van Twente. Uiteindelijk moesten de Scheles zwichten voor de classis van Deventer en kreeg Borne in de zeventiende eeuw calvinistische predikanten.